# Xã của tỉnh Pas-de-Calais
Đây là danh sách 894 xã của tỉnh Pas-de-Calais ở Pháp.

(CUA) Communauté urbaine of Arras, created in 1998.

(CALL) Communauté d'agglomération de Lens-Liévin, created in 2000 (the most populous).

(CAHC) Communauté d'agglomération of Hénin-Carvin, created in 2001.

(CAC) Communauté d'agglomération of Calaisis, created in 2001.

(CAB) Communauté d'agglomération du Boulonnais, created in 2000.

(ACom) Communauté d'agglomération de l'Artois, created in 2002 (the largest one).

(CASO) Communauté d'agglomération of Saint-Omer, created in 2001.